# Álvaro III do Congo
Álvaro III (1595 - 1622) foi o manicongo do Reino do Congo de 20 de agosto de 1622 até sua morte em 5 de maio de 1622.

## Biografia
Nascido em 1595 foi filho de Álvaro II e neto de Álvaro I. Apesar de ter sido declarado herdeiro, seu trono foi usurpado por seu tio D. Bernardo II após a morte de seu pai. Ele ascendeu ao trono com um golpe de Estado contra seu tio que reinava ilegitimamente. Teve o apoio de seu sogro D. Antônio da Silva, Duque de Umbamba.  
Após sua ascensão o rei enfrentou uma reivindicação de seu meio-irmão, D. Félix, governador da província de Umbamba que exigiu o título Grão Duque de Umbamba, posição que lhe daria mais poder e autonomia na região. Álvaro se negou a ceder tal título e travou uma guerra contra seu irmão até sua morte em 1620. 
O rei Álvaro III foi totalmente contra a dominação holandesa em Luanda e no Congo, conseguindo expulsar os invasores da foz do Rio Congo por um tempo. Faleceu prematuramente em 5 de maio de 1622 com apenas 27 anos de idade. Devido a minoridade de seus filhos D. Ambrósio e D. Álvaro, o Conselho Real do Reino do Congo apontou D. Pedro Ancanga como novo rei. Interrompendo assim a Dinastia Coulo por alguns anos.  